# Tramvajová smyčka Ludowa

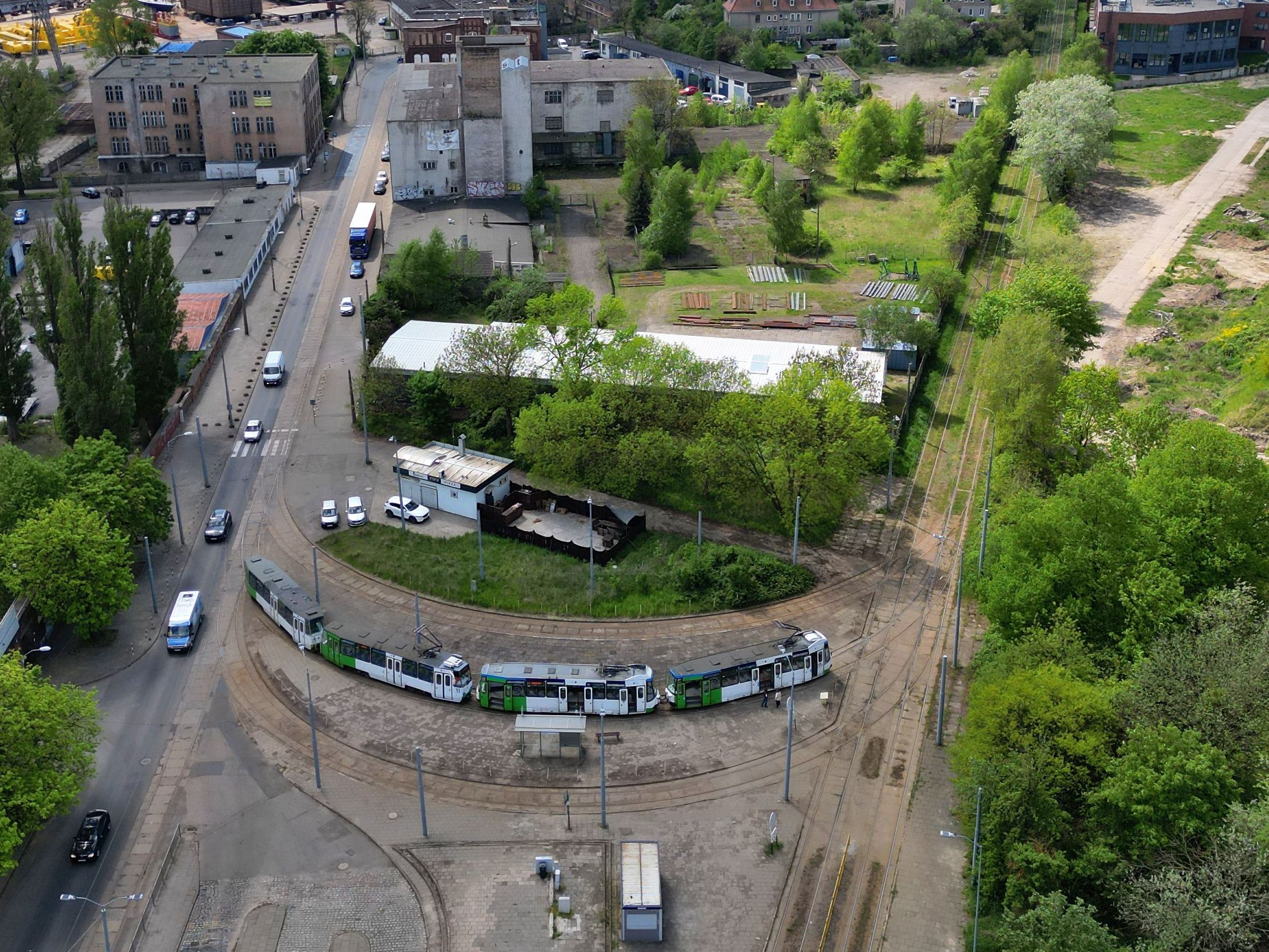
Tramvajová smyčka Ludowa v roce 2023

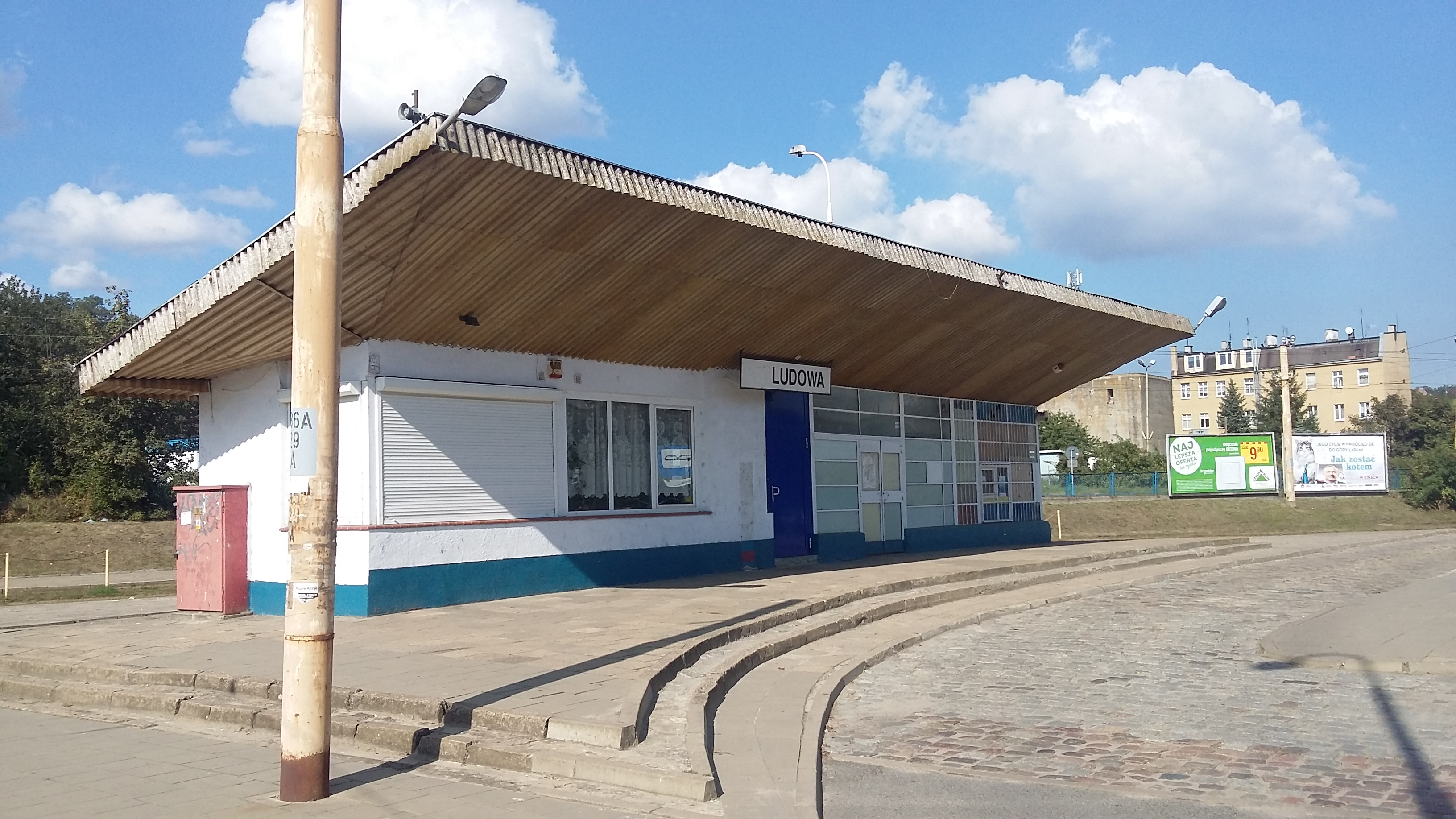
Neexistující budova pokladny

Ludowa je prostřední smyčka ve štětínské kolejové síti. Smyčka se nachází na prostranství po levé straně ulice Ludowé na sídlišti Drzetowo-Grabowo. Do provozu byla uvedena v roce 1964.

## Historie
V roce 1927 byl na tehdejší Vulcanstraße (dnes ulice Druckého-Lubeckého) zprovozněn ocelový viadukt. Tramvajové koleje byly na viadukt přeloženy z nedaleké Alte Vulcanstraße (dnes ulice Ludowa). Během druhé světové války zasáhla viadukt bomba, která zničila střední rozpětí. V souvislosti s tím byla tramvajová trať přesměrována zpět podél ulice Ludowé dne 23. února 1950. V roce 1964 byla na prostranství v ulici Ludowé postavena tramvajová smyčka Stocznia Remontowa (Opravárenská loděnice, podle nedaleké opravárenské loděnice Gryfia). V roce 1990 dostala smyčka svůj dnešní název Ludowa (Lidová). Stará budova pokladny s eternitovou střechou byla zbourána v březnu 2022.

## Popis
Ve smyčce jsou tři provozní koleje, přičemž denně se využívá pouze jedna. K dispozici jsou tři nástupní a výstupní stanoviště.